# 卡斯讷沃
卡斯讷沃（法語：Caseneuve，法語發音：[kaznœv]）是法国普罗旺斯-阿尔卑斯-蓝色海岸大区沃克吕兹省的一个市镇，属于阿普特区。

## 地理
卡斯讷沃（43°53'12"N, 5°29'2"E）面积18.11 平方千米，位于法国普罗旺斯-阿尔卑斯-蓝色海岸大区沃克吕兹省，该省份为法国东南部内陆省份，北起德龙省，西北接阿尔代什省，西接加尔省，南至罗讷河口省，东南角与瓦尔省接壤，东临上普罗旺斯阿尔卑斯省。
与卡斯讷沃接壤的市镇（或旧市镇、城区）包括：阿普特、日尼亚克、吕斯特雷勒、赛尼翁、圣马丹德卡斯蒂永、维安。

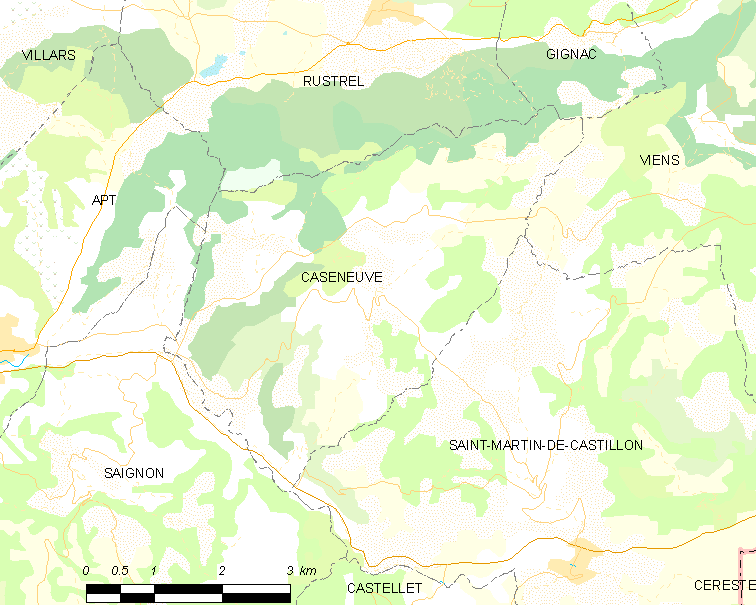
卡斯讷沃的OSM定位图

卡斯讷沃的时区为UTC+01:00、UTC+02:00（夏令时）。

## 行政
卡斯讷沃的邮政编码为84750，INSEE市镇编码为84032。

## 政治
卡斯讷沃所属的省级选区为阿普特县。

## 人口

1962-2008年间卡斯讷沃人口变化图示

卡斯讷沃于2022年1月1日时的人口数量为519人。